# Brachyhesma rossi
Brachyhesma rossi är en biart som beskrevs av Exley 1968. Brachyhesma rossi ingår i släktet Brachyhesma och familjen korttungebin. Inga underarter finns listade.

## Bildgalleri

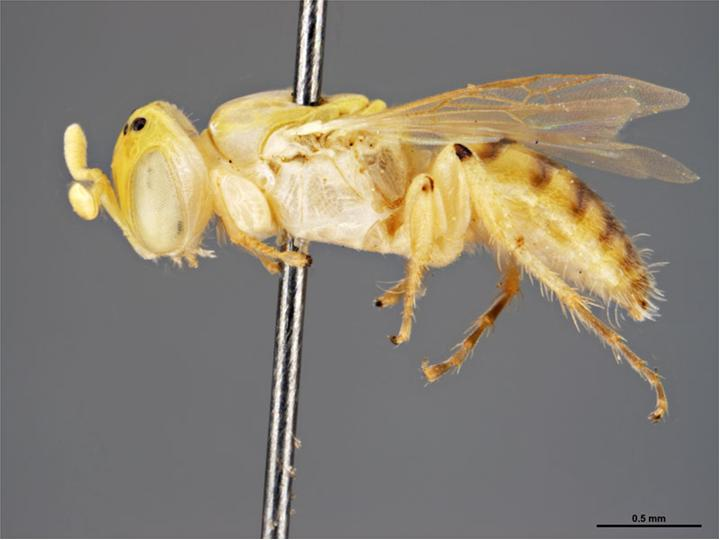